# Congrégation bénédictine hongroise

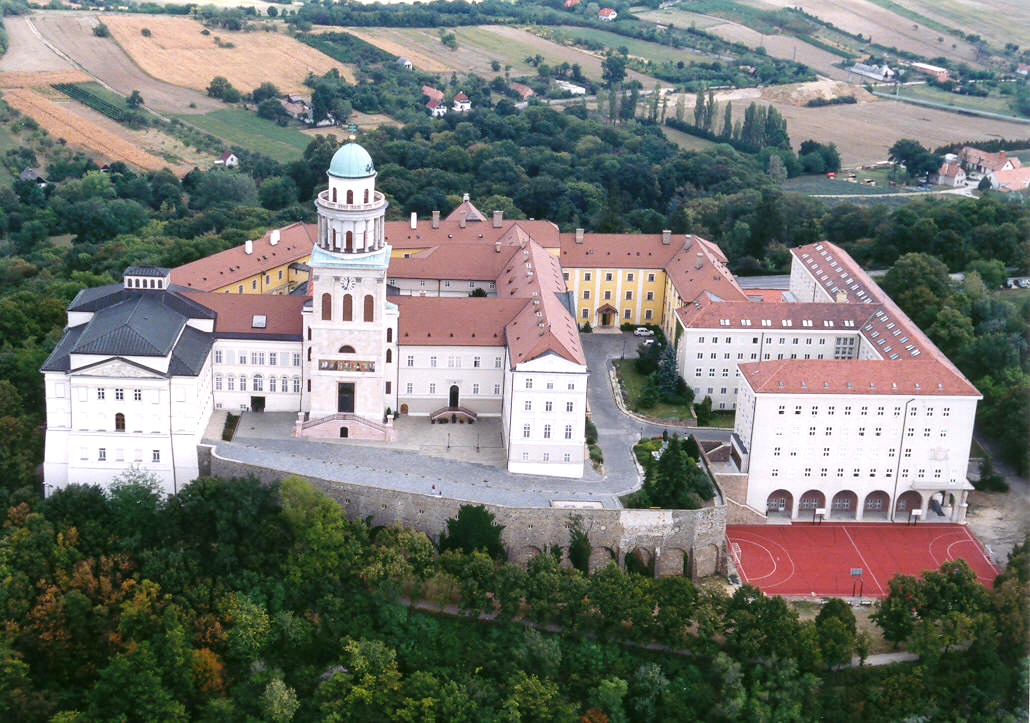
Abbaye Saint-Martin de Pannonhalma.

La congrégation bénédictine hongroise est une union d'abbayes et de maisons bénédictines formée en 1514, et fait partie de la confédération bénédictine. Elle est gouvernée par un abbé-général, actuellement l'archi-abbé Cirill Hortobágyi, qui a succédé en février 2018 au T.R.P. Asztrik Várszegi. Il est aussi abbé-vicaire de la congrégation slave.

## Liste des maisons[1]

### Hongrie
- Abbaye de Pannonhalma (abbaye territoriale) 47 moines et 93 oblats séculiers
- Maison de Budapest (1984) 5 moines
- Prieuré Saint-Maurice de Bakonybél (1032, ex-abbaye), 4 moines et 7 oblats séculiers
- Prieuré de Györ, dépendant de Pannonhalma (1803), 12 moines
- Abbaye de Tihany (1055, ex-abbaye), prieuré dépendant de Pannonhalma, 8 moines

### Autriche
- Maison d'Unterwart, dépendant de Pannonhalma, 3 moines

### Slovaquie
- Maison de Komárno (1780), dépendant de Pannonhalma, 1 moine

### Brésil
- Abbaye Saint-Gérard de São Paulo (1953) 11 moines
- Prieuré d'Itapecerica da Serra (1992), dépendant de la précédente , 6 moines